# Xenichthys
Xenichthys is een geslacht van straalvinnige vissen uit de familie van grombaarzen (Haemulidae).

## Soorten
- Xenichthys agassizii Steindachner,  1876
- Xenichthys rupestris Hildebrand, 1946
- Xenichthys xanti Gill, 1863